# María Fernández
Pour les articles homonymes, voir María Fernández (homonymie), Fernández et Conde.
María Fernández est une joueuse de volley-ball espagnole, née le 6 septembre 1982 à Séville. Elle mesure 1,94 m et joue au poste de centrale. Elle totalise 70 sélections en équipe d'Espagne.

## Clubs
| Club                       | De        | À         |
| -------------------------- | --------- | --------- |
| Universidad de Granada     | 2000-2001 | 2002-2003 |
| CV Benidorm                | 2003-2004 | 2003-2004 |
| Cajasur Cordoba            | 2004-2005 | 2004-2005 |
| Hotel Cantur Las Palmas    | 2005-2006 | 2006-2007 |
| CAV Murcia 2005            | 2007-2008 | 2007-2008 |
| Panathinaikos              | 2008-2009 | 2008-2009 |
| Robur Tiboni Volley Urbino | 2009-2010 | 2009-2010 |
| İqtisadçı VK               | 2010-2011 | 2010-2011 |
| VK Tioumen                 | 2011-2012 | 2011-2012 |
| Club Voleibol Murillo      | 2012-2013 | 2012-2013 |
| AEK Athènes                | 2013-2014 | 2013-2014 |
| CV J.A.V. Olímpico         | 2014-2015 | 2014-2015 |
| CV Cuesta Piedra           | 2015-2016 | 2016-2017 |
| Jászberényi RK             | fév 2017  | mai 2017  |
| Club Voleibol Haris        | 2017-2018 | …         |

## Palmarès

### Clubs
- Challenge Cup
  - Finaliste : 2009.
- Championnat d'Espagne
  - Vainqueur : 2008.
  - Finaliste : 2001, 2006, 2013, 2018.
- Coupe d'Espagne
  - Finaliste : 2006, 2013.
- Supercoupe d'Espagne
  - Vainqueur : 2007.
  - Finaliste : 2017.
- Championnat de Grèce
  - Vainqueur : 2009.
  - Finaliste : 2014.
- Coupe de Grèce
  - Vainqueur : 2009.
  - Finaliste : 2013.

### Distinctions individuelles
- Ligue des Champions de volley-ball féminin 2007-2008: Meilleure contreuse.
- Challenge Cup féminine 2008-2009: Meilleure attaquante.